# Trana
Trana (piemonti nyelven Tran-a) egy észak-olasz község (comune) a Piemont régióban.
A Sangone-völgyben található, és a Susa- és Sangone-völgyi Hegyi Közösség tagja.

## Történelem
Trana neve már 11. századi dokumentumokban is feltűnik. Neve vélhetőleg a latin „tranare” (áthaladni) igéből származik, ami arra vonatkozik, hogy a Giaveno vagy a Susa-völgy felé tartó utazónak át kellett haladnia a településen.
A 10-11. században vár állt területén, amelyet a francia csapatok romboltak le a 17. században. A vár tornya azonban még ma is áll.
A II. világháború alatt Trana, és az egész Sangone-völgy hegyeiben aktív volt a partizánharc.

## Külső hivatkozások
- Trana önkormányzata

## Fordítás
- Ez a szócikk részben vagy egészben  a   Trana című olasz Wikipédia-szócikk fordításán alapul.  Az eredeti cikk szerkesztőit annak laptörténete sorolja fel. Ez a jelzés csupán a megfogalmazás eredetét és a szerzői jogokat jelzi, nem szolgál a cikkben szereplő információk forrásmegjelöléseként.